# Terry Howard
Terence Howard (sinh ngày 26 tháng 2 năm 1966) là một cựu cầu thủ bóng đá người Anh từng thi đấu cho Chelsea, Crystal Palace, Chester City, Leyton Orient, Wycombe Wanderers, Woking và Aldershot Town.
Là một hậu vệ biên cao, Terry Howard từng thi đấu cho Essex Schoolboys. Ông kí hợp đồng học việc với Chelsea vào tháng 2 năm 1983. Ông trở thành thành viên thường trực của Chelsea Football Combination Championship mùa giải 1984-85. Ông có màn ra mắt cho Chelsea vào tháng 4 năm 1985 trước Aston Villa.
Sau khoảng thời gian thi đấu cho mượn tại Crystal Palace và Chester City, ông chuyển đến Leyton Orient năm 1986.
Ngày 7 tháng 2 năm 1995, Howard, trong trận đấu thứ 397 cho Leyton Orient, bị John Sitton đuổi ra trong hiệp một, nằm trong bộ phim tài liệu trên kênh Channel 4 với tựa đề Orient: Club for a Fiver.